# Simão Pereira
Simão Pereira este un oraș în Minas Gerais (MG), Brazilia.